# Pilomatricoma
Il pilomatricoma è un raro tumore benigno della pelle che origina dalla matrice del follicolo pilifero. Le sedi di insorgenza più comuni sono la cute dello scalpo, della faccia e degli arti superiori.
Clinicamente, i pilomatricomi si presentano come noduli o cisti sottocutanee, generalmente delle dimensioni di 0,5-3cm.